# ميانا بورنج
ميانا بورنج (بالإنجليزية: MyAnna Buring)‏ هي ممثلة بريطانية وسويدية، ولدت في 22 سبتمبر 1979 في السويد.

## أعمال

### أفلام
- (2005) ذا ديسنت[5]
- (2009) ذا ديسنت 2
- (2011)  بزوغ الفجر - الجزء 1[6]

## وصلات خارجية
- ميانا بورنج على موقع IMDb (الإنجليزية)
- ميانا بورنج على موقع ألو سيني (الفرنسية)
- ميانا بورنج على موقع أول موفي (الإنجليزية)
- ميانا بورنج على موقع قاعدة بيانات الأفلام السويدية (السويدية)
- ميانا بورنج على موقع قاعدة بيانات الفيلم (الإنجليزية)
- ميانا بورنج على موقع كينوبويسك (الروسية)